# William Abbott Herdman
Pour les articles homonymes, voir William Abbott.
Sir William Abbott Herdman est un naturaliste britannique, né le 8 septembre 1858 à Édimbourg et mort le 21 juillet 1924.

## Biographie
Il est le fils de Robert Herdman et d’Emma née Abbott. Il est diplômé à Édimbourg en 1879 et devient l’assistant de Sir Charles Wyville Thomson (1830–1882). Il devient démonstrateur de zoologie à l’université d’Édimbourg l’année suivante puis, en 1881, le premier détenteur de la chaire Derby d’histoire naturelle. Il se consacre à partir de 1891 à l’organisation d’un laboratoire d’étude de la mer. Il fonde la chaire Herdman de géologie en 1916 puis une chaire d’océanographie en 1919.
Herdman est membre de diverses sociétés savantes dont la Royal Society (en 1892), la Linnean Society of London qu’il dirige de 1904 à 1908. Il est notamment l’auteur de The Founders of Oceanography (1923) et contribue à faire connaître la faune de la mer d’Irlande. Il s’intéresse à la pêcherie et étudie la pêche des perles à Ceylan. Il est spécialiste des tuniciers.